# Quintus Egrilius Plarianus
Quintus Egrilius Plarianus war ein im 2. Jahrhundert n. Chr. lebender römischer Politiker.
Durch Militärdiplome ist belegt, dass Plarianus 144 zusammen mit Lucius Aemilius Carus Suffektkonsul war. Durch zwei weitere Diplome, die auf 151 und 152 datiert sind, ist nachgewiesen, dass er konsularer Statthalter (Legatus Augusti pro praetore) in der Provinz Moesia superior war; er dürfte dieses Amt von 151/152 bis 154/155 ausgeübt haben.
Der krönende Abschluss seines cursus honorum war 159 das Prokonsulat von Africa, wohin ihn sein Sohn Quintus Egrilius Plarianus als legatus begleitete. Während Plarianus die Provinz Africa verwaltete, empfahl ihm der berühmte Rhetoriker Marcus Cornelius Fronto in einem Brief Julius Aquilinus, der wegen eines Unglückfalls in der Familie in seine Provinz aufbrach.